# Lago Hoan Kiem
Il lago Hoan Kiem o lago della Spada restituita (Hồ Hoàn Gươm in vietnamita) è un lago d'acqua dolce situato nel centro storico di Hanoi, la capitale del Vietnam. 

## Geografia
Il lago è uno dei luoghi più suggestivi della capitale vietnamita e funge da punto focale della sua vita pubblica. Al centro del lago, su di un'isola, sorge un'antica torre detta Torre della Tartaruga. Sul lato nord del lago si trova l'isola di Giada, sulla quale si trova il Tempio della Montagna di Giada (Ngoc Son).

## Storia
Eretto nel diciottesimo secolo, fu costruito per onorare Tran Hung Dao, comandante vietnamita che si distinse durante le invasioni mongole del Vietnam del XIII secolo. Il tempio è anche dedicato alla memoria di Van Xuong e Nguyen Van Sieu, un famoso scrittore che si occupò delle riparazioni del tempio nel 1864. L'isola è collegata alla riva del lago dal ponte di Húc.

## Galleria d'immagini

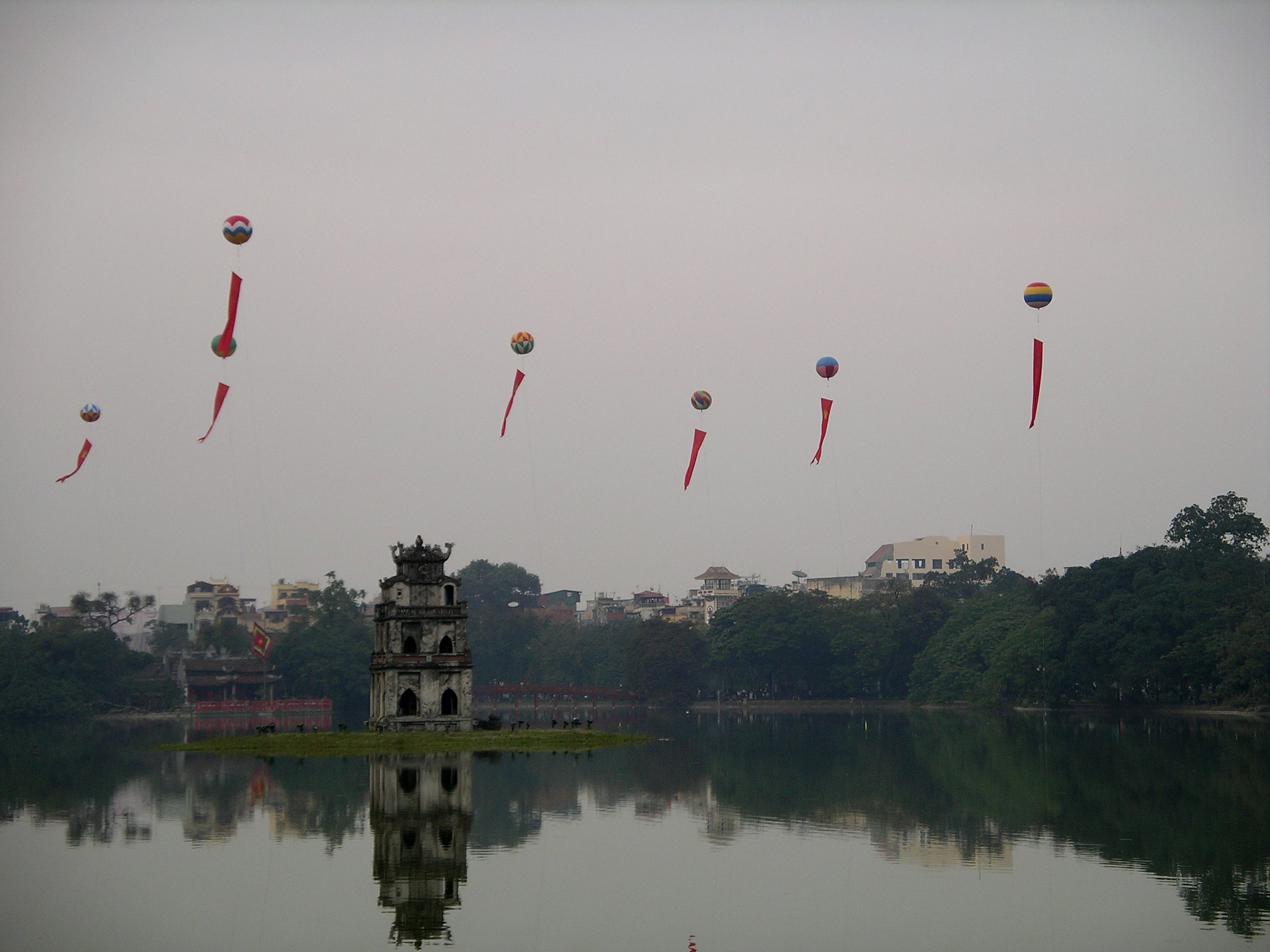
Vista sul lago
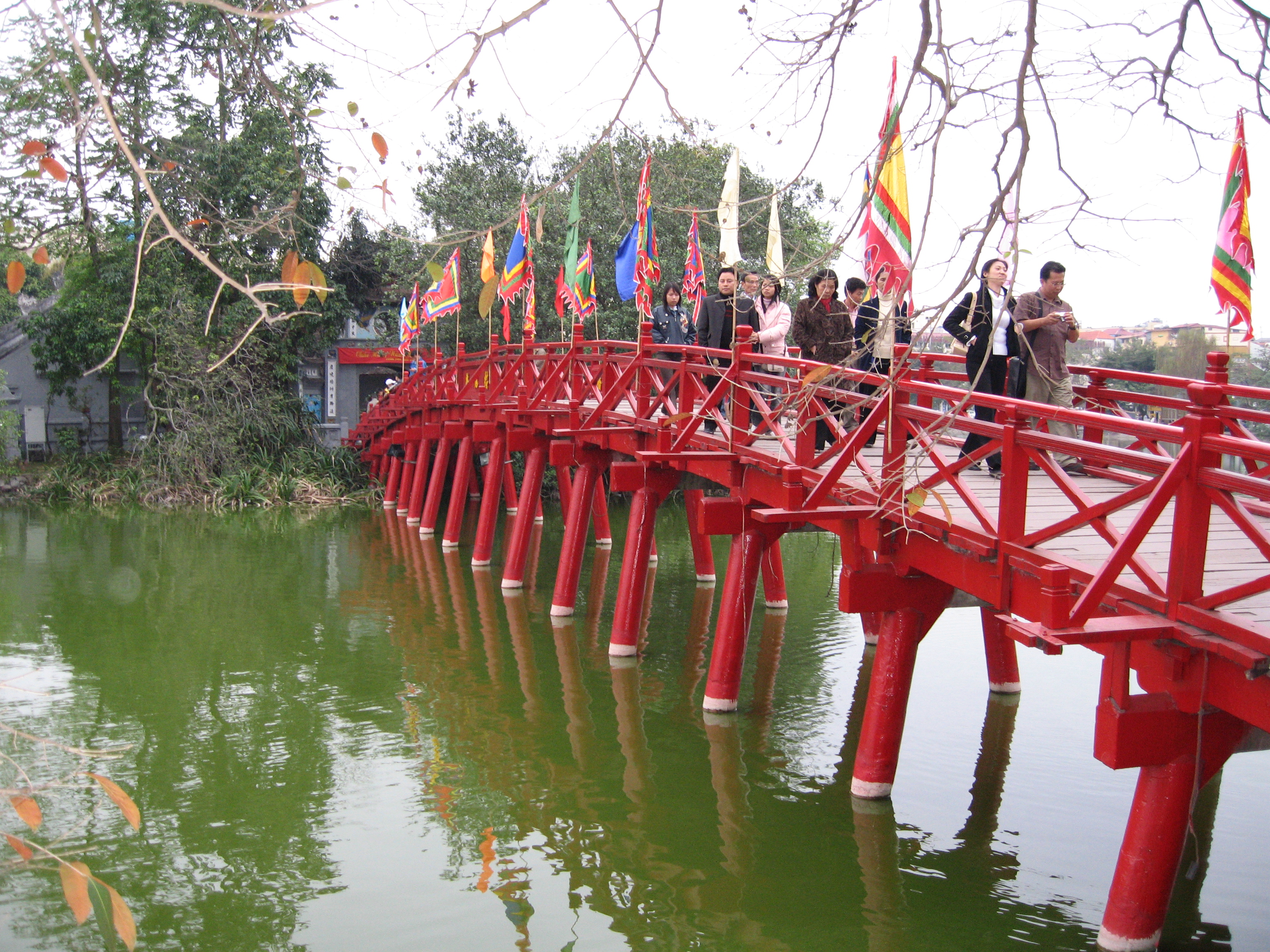
Il ponte Huc
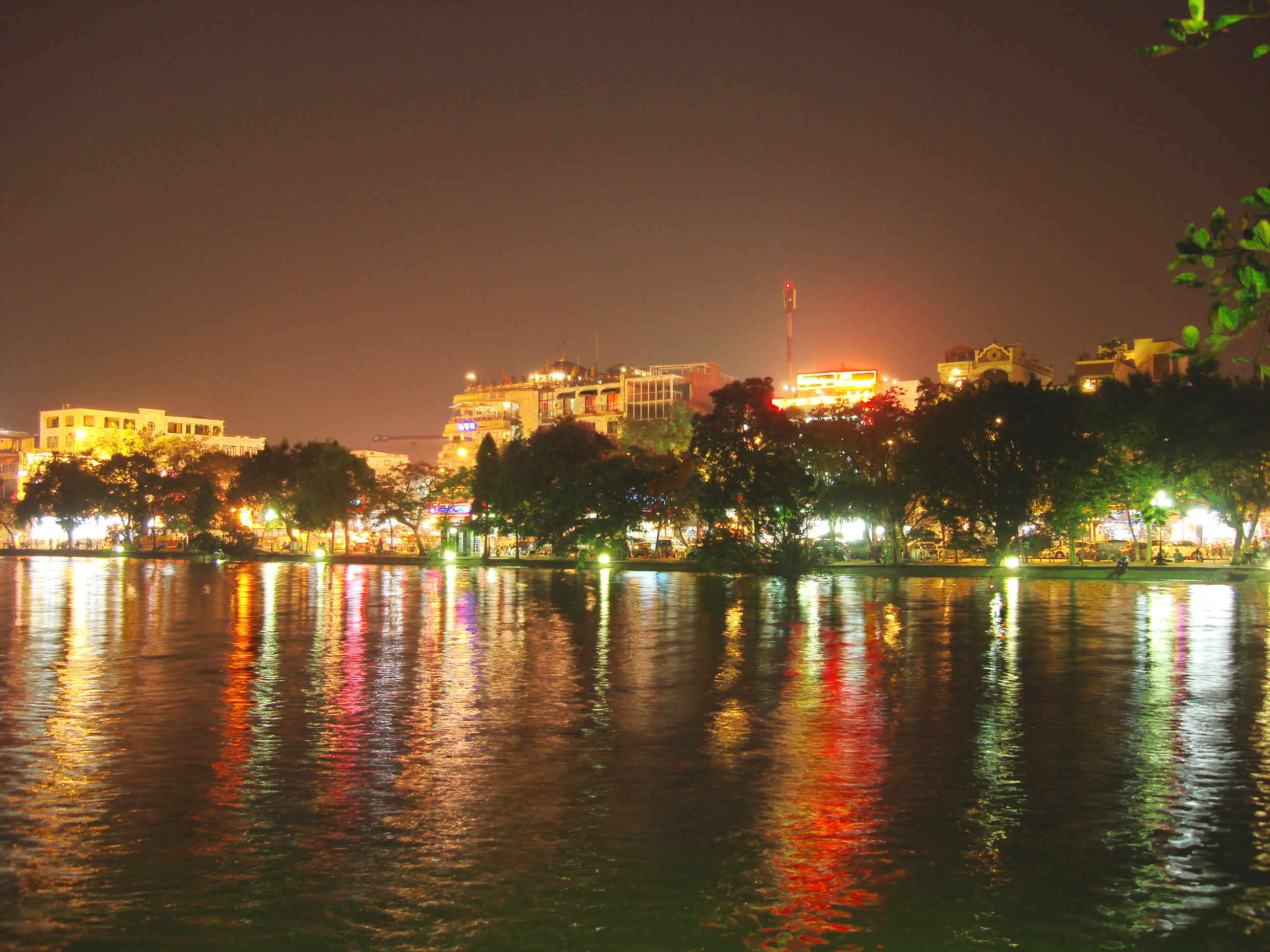
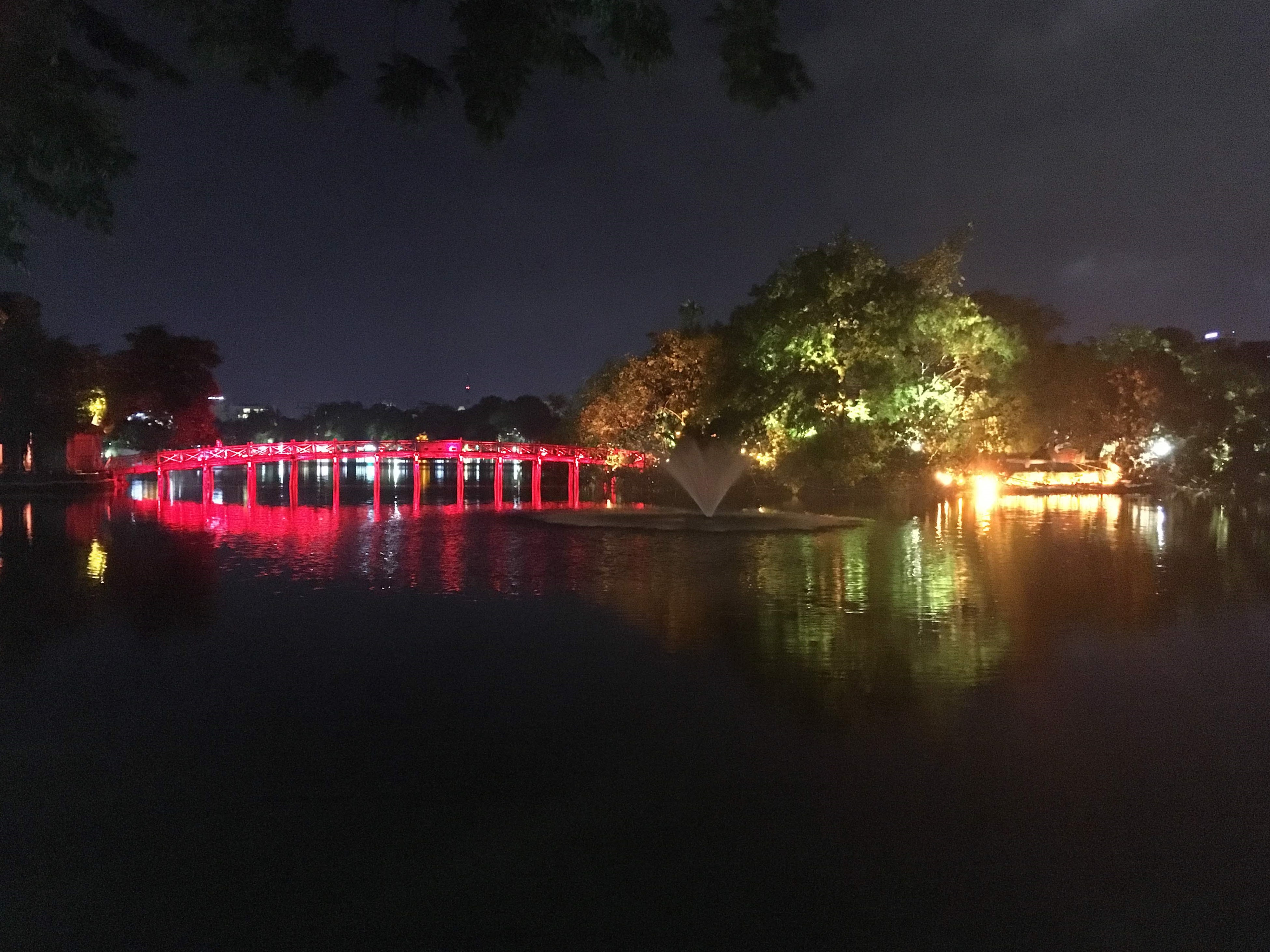
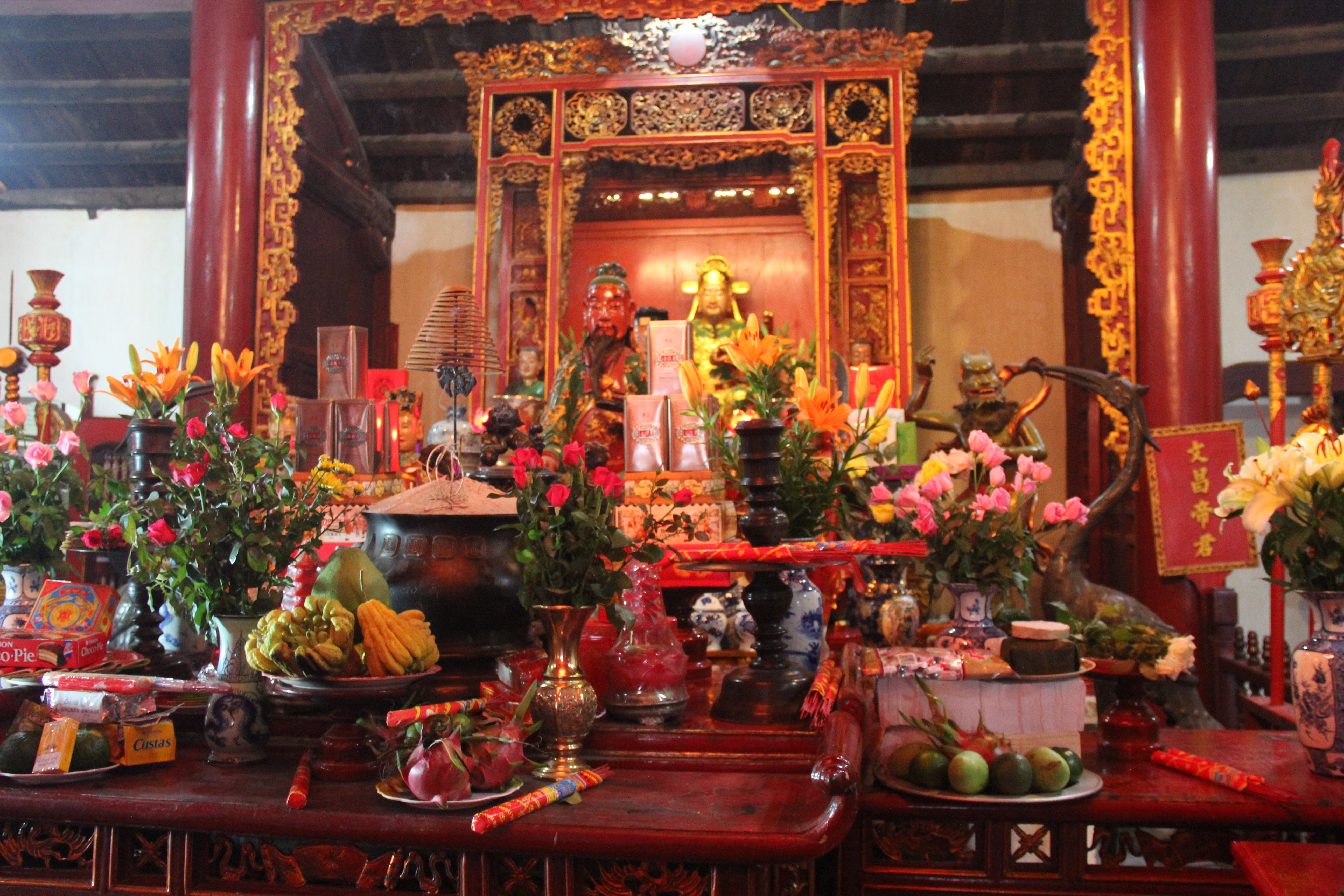
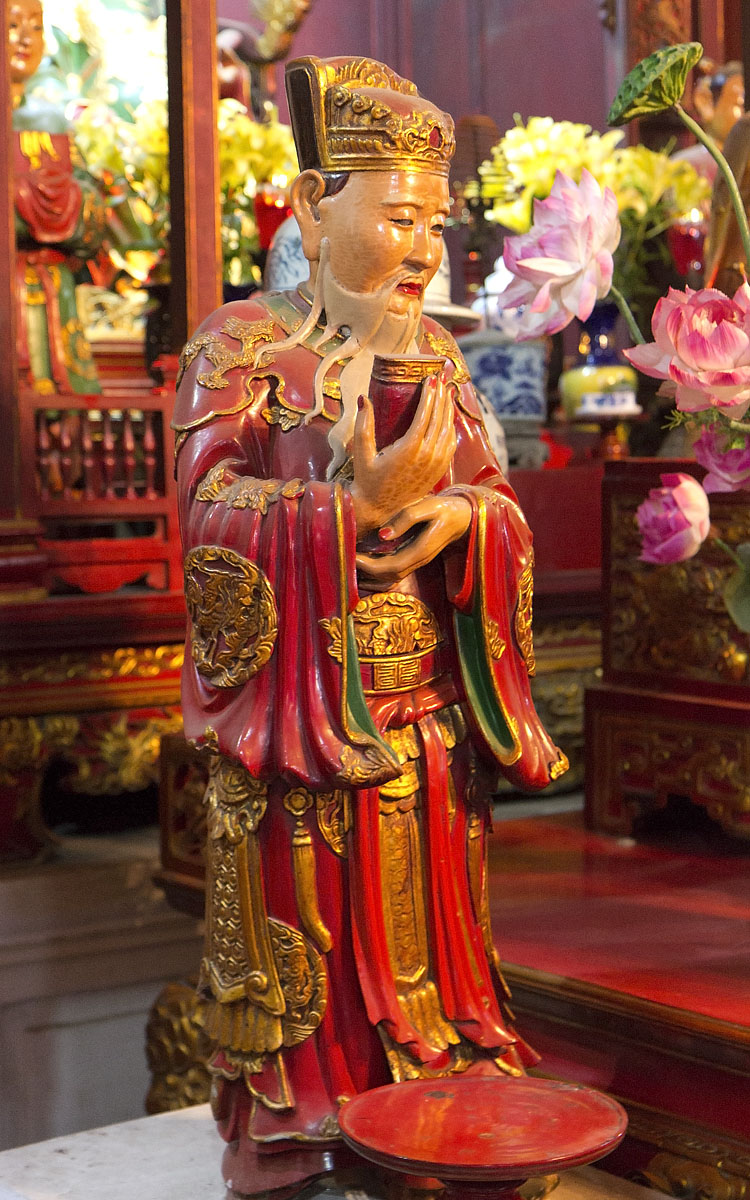